# Л’Эрм
Л’Эрм (фр. L'Herm) — коммуна во Франции, находится в регионе Юг — Пиренеи. Департамент коммуны — Арьеж. Входит в состав кантона Фуа-Рюраль. Округ коммуны — Фуа.
Код INSEE коммуны — 09138.

## Население
Население коммуны на 2008 год составляло 188 человек.
| 1962 | 1968 | 1975 | 1982 | 1990 | 1999 | 2008 |
| ---- | ---- | ---- | ---- | ---- | ---- | ---- |
| 97   | 107  | 115  | 137  | 170  | 177  | 188  |

## Экономика
В 2007 году среди 113 человек в трудоспособном возрасте (15—64 лет) 80 были экономически активными, 33 — неактивными (показатель активности — 70,8 %, в 1999 году было 64,1 %). Из 80 активных работали 69 человек (33 мужчины и 36 женщин), безработных было 11 (5 мужчин и 6 женщин). Среди 33 неактивных 12 человек были учениками или студентами, 11 — пенсионерами, 10 были неактивными по другим причинам.